# 갑인
갑인(甲寅)은 '육십간지' 중 '51번째'이고, 납음은 '대계수(大溪水)'로 분류한다.

## 갑인년
갑인년(甲寅年)은 육십간지의 51번째 해에 속하고, '갑'은 청이므로, '파란 호랑이의 해'에 속한다. 서력 연도를 60으로 나눠, 나머지가 54인 해가 해당된다.
| 기원전 제1천년기 | 제1천년기 | 제2천년기 | 제3천년기 |
| --- | --- | --- | --- |
| - 기원전 967년 - 기원전 907년 - 기원전 847년 - 기원전 787년 - 기원전 727년 - 기원전 667년 - 기원전 607년 - 기원전 547년 - 기원전 487년 - 기원전 427년 - 기원전 367년 - 기원전 307년 - 기원전 247년 - 기원전 187년 - 기원전 127년 - 기원전 67년 - 기원전 7년 | - 54년 - 114년 - 174년 - 234년 - 294년 - 354년 - 414년 - 474년 - 534년 - 594년 - 654년 - 714년 - 774년 - 834년 - 894년 - 954년 | - 1014년 - 1074년 - 1134년 - 1194년 - 1254년 - 1314년 - 1374년 - 1434년 - 1494년 - 1554년 - 1614년 - 1674년 - 1734년 - 1794년 - 1854년 - 1914년 - 1974년 | - 2034년 - 2094년 - 2154년 - 2214년 - 2274년 - 2334년 - 2394년 - 2454년 - 2514년 - 2574년 - 2634년 - 2694년 - 2754년 - 2814년 - 2874년 - 2934년 - 2994년 |

### 주요 사건
- 갑인자(甲寅字, 1434년)
- 갑인예송(甲寅禮訟, 1674년)
- 갑인통공(甲寅通共, 1794년)

## 갑인일
갑인일(甲寅日)은 일진이 갑인인 날로, 육십간지의 51번째 날이다.
- 1981년 - 2월 5일, 4월 6일, 6월 5일, 8월 4일, 10월 3일, 12월 2일
- 1982년 - 1월 31일, 4월 1일, 5월 31일, 7월 30일, 9월 28일, 11월 27일
- 1983년 - 1월 26일, 3월 27일, 5월 26일, 7월 25일, 9월 23일, 11월 22일
- 1984년 - 1월 21일, 3월 21일, 5월 20일, 7월 19일, 9월 17일, 11월 16일
- 1985년 - 1월 15일, 3월 16일, 5월 15일, 7월 14일, 9월 12일, 11월 11일
- 1986년 - 1월 10일, 3월 11일, 5월 10일, 7월 9일, 9월 7일, 11월 6일
- 1987년 - 1월 5일, 3월 6일, 5월 5일, 7월 4일, 9월 2일, 11월 1일, 12월 31일
- 1988년 - 2월 29일, 4월 29일, 6월 28일, 8월 27일, 10월 26일, 12월 25일
- 1989년 - 2월 23일, 4월 24일, 6월 23일, 8월 22일, 10월 21일, 12월 20일
- 1990년 - 2월 18일, 4월 19일, 6월 18일, 8월 17일, 10월 16일, 12월 15일
- 1991년 - 2월 13일, 4월 14일, 6월 13일, 8월 12일, 10월 11일, 12월 10일
- 1992년 - 2월 8일, 4월 8일, 6월 7일, 8월 6일, 10월 5일, 12월 4일
- 1993년 - 2월 2일, 4월 3일, 6월 2일, 8월 1일, 9월 30일, 11월 29일
- 1994년 - 1월 28일, 3월 29일, 5월 28일, 7월 27일, 9월 25일, 11월 24일
- 1995년 - 1월 23일, 3월 24일, 5월 23일, 7월 22일, 9월 20일, 11월 19일
- 1996년 - 1월 18일, 3월 18일, 5월 17일, 7월 16일, 9월 14일, 11월 13일
- 1997년 - 1월 12일, 3월 13일, 5월 12일, 7월 11일, 9월 9일, 11월 8일
- 1998년 - 1월 7일, 3월 8일, 5월 7일, 7월 6일, 9월 4일, 11월 3일
- 1999년 - 1월 2일, 3월 3일, 5월 2일, 7월 1일, 8월 30일, 10월 29일, 12월 28일
- 2000년 - 2월 26일, 4월 26일, 6월 25일, 8월 24일, 10월 23일, 12월 22일
- 2001년 - 2월 20일, 4월 21일, 6월 20일, 8월 19일, 10월 18일, 12월 17일
- 2002년 - 2월 15일, 4월 16일, 6월 15일, 8월 14일, 10월 13일, 12월 12일
- 2003년 - 2월 10일, 4월 11일, 6월 10일, 8월 9일, 10월 8일, 12월 7일
- 2004년 - 2월 5일, 4월 5일, 6월 4일, 8월 3일, 10월 2일, 12월 1일
- 2005년 - 1월 30일, 3월 31일, 5월 30일, 7월 29일, 9월 27일, 11월 26일
- 2006년 - 1월 25일, 3월 26일, 5월 25일, 7월 24일, 9월 22일, 11월 21일
- 2007년 - 1월 20일, 3월 21일, 5월 20일, 7월 19일, 9월 17일, 11월 16일
- 2008년 - 1월 15일, 3월 15일, 5월 14일, 7월 13일, 9월 11일, 11월 10일
- 2009년 - 1월 9일, 3월 10일, 5월 9일, 7월 8일, 9월 6일, 11월 5일
- 2010년 - 1월 4일, 3월 5일, 5월 4일, 7월 3일, 9월 1일, 10월 31일, 12월 30일
- 2011년 - 2월 28일, 4월 29일, 6월 28일, 8월 27일, 10월 26일, 12월 25일
- 2012년 - 2월 23일, 4월 23일, 6월 22일, 8월 21일, 10월 20일, 12월 19일
- 2013년 - 2월 17일, 4월 18일, 6월 17일, 8월 16일, 10월 15일, 12월 14일
- 2014년 - 2월 12일, 4월 13일, 6월 12일, 8월 11일, 10월 10일, 12월 9일
- 2015년 - 2월 7일, 4월 8일, 6월 7일, 8월 6일, 10월 5일, 12월 4일
- 2016년 - 2월 2일, 4월 2일, 6월 1일, 7월 31일, 9월 29일, 11월 28일
- 2017년 - 1월 27일, 3월 28일, 5월 27일, 7월 26일, 9월 24일, 11월 23일
- 2018년 - 1월 22일, 3월 23일, 5월 22일, 7월 21일, 9월 19일, 11월 18일
- 2019년 - 1월 17일, 3월 18일, 5월 17일, 7월 16일, 9월 14일, 11월 13일
- 2020년 - 1월 12일, 3월 12일, 5월 11일, 7월 10일, 9월 8일, 11월 7일
- 2021년 - 1월 6일, 3월 7일, 5월 6일, 7월 5일, 9월 3일, 11월 2일
- 2022년 - 1월 1일, 3월 2일, 5월 1일, 6월 30일, 8월 29일, 10월 28일, 12월 27일
- 2023년 - 2월 25일, 4월 26일, 6월 25일, 8월 24일, 10월 23일, 12월 22일
- 2024년 - 2월 20일, 4월 20일, 6월 19일, 8월 18일, 10월 17일, 12월 16일
- 2025년 - 2월 14일, 4월 15일, 6월 14일, 8월 13일, 10월 12일, 12월 11일
- 2026년 - 2월 9일, 4월 10일, 6월 9일, 8월 8일, 10월 7일, 12월 6일
- 2027년 - 2월 4일, 4월 5일, 6월 4일, 8월 3일, 10월 2일, 12월 1일
- 2028년 - 1월 30일, 3월 30일, 5월 29일, 7월 28일, 9월 26일, 11월 25일
- 2029년 - 1월 24일, 3월 25일, 5월 24일, 7월 23일, 9월 21일, 11월 20일
- 2030년 - 1월 19일, 3월 20일, 5월 19일, 7월 18일, 9월 16일, 11월 15일
- 2031년 - 1월 14일, 3월 15일, 5월 14일, 7월 13일, 9월 11일, 11월 10일
- 2032년 - 1월 9일, 3월 9일, 5월 8일, 7월 7일, 9월 5일, 11월 4일
- 2033년 - 1월 3일, 3월 4일, 5월 3일, 7월 2일, 8월 31일, 10월 30일, 12월 29일
- 2034년 - 2월 27일, 4월 28일, 6월 27일, 8월 26일, 10월 25일, 12월 24일
- 2035년 - 2월 22일, 4월 23일, 6월 22일, 8월 21일, 10월 20일, 12월 19일
- 2036년 - 2월 17일, 4월 17일, 6월 16일, 8월 15일, 10월 14일, 12월 13일
- 2037년 - 2월 11일, 4월 12일, 6월 11일, 8월 10일, 10월 9일, 12월 8일
- 2038년 - 2월 6일, 4월 7일, 6월 6일, 8월 5일, 10월 4일, 12월 3일
- 2039년 - 2월 1일, 4월 2일, 6월 1일, 7월 31일, 9월 29일, 11월 28일
- 2040년 - 1월 27일, 3월 27일, 5월 26일, 7월 25일, 9월 23일, 11월 22일
- 2041년 - 1월 21일, 3월 22일, 5월 21일, 7월 20일, 9월 18일, 11월 17일
- 2042년 - 1월 16일, 3월 17일, 5월 16일, 7월 15일, 9월 13일, 11월 12일
- 2043년 - 1월 11일, 3월 12일, 5월 11일, 7월 10일, 9월 8일, 11월 7일
- 2044년 - 1월 6일, 3월 6일, 5월 5일, 7월 4일, 9월 2일, 11월 1일, 12월 31일
- 2045년 - 3월 1일, 4월 30일, 6월 29일, 8월 28일, 10월 27일, 12월 26일
- 2046년 - 2월 24일, 4월 25일, 6월 24일, 8월 23일, 10월 22일, 12월 21일
- 2047년 - 2월 19일, 4월 20일, 6월 19일, 8월 18일, 10월 17일, 12월 16일
- 2048년 - 2월 14일, 4월 14일, 6월 13일, 8월 12일, 10월 11일, 12월 10일
- 2049년 - 2월 8일, 4월 9일, 6월 8일, 8월 7일, 10월 6일, 12월 5일
- 2050년 - 2월 3일, 4월 4일, 6월 3일, 8월 2일, 10월 1일, 11월 30일
- 2051년 - 1월 29일, 3월 30일, 5월 29일, 7월 28일, 9월 26일, 11월 25일
- 2052년 - 1월 24일, 3월 24일, 5월 23일, 7월 22일, 9월 20일, 11월 19일
- 2053년 - 1월 18일, 3월 19일, 5월 18일, 7월 17일, 9월 15일, 11월 14일
- 2054년 - 1월 13일, 3월 14일, 5월 13일, 7월 12일, 9월 10일, 11월 9일
- 2055년 - 1월 8일, 3월 9일, 5월 8일, 7월 7일, 9월 5일, 11월 4일
- 2056년 - 1월 3일, 3월 3일, 5월 2일, 7월 1일, 8월 30일, 10월 29일, 12월 28일
- 2057년 - 2월 26일, 4월 27일, 6월 26일, 8월 25일, 10월 24일, 12월 23일
- 2058년 - 2월 21일, 4월 22일, 6월 21일, 8월 20일, 10월 19일, 12월 18일